# Флаг Придорожного сельского поселения (Краснодарский край)
Флаг муниципального образования Придоро́жное сельское поселение Каневского района Краснодарского края Российской Федерации — опознавательно-правовой знак, служащий официальным символом муниципального образования.
Флаг утверждён 11 мая 2012 года решением Совета Придорожного сельского поселения № 129 и внесён в Государственный геральдический регистр Российской Федерации с присвоением регистрационного номера 7625.

## Описание
«Прямоугольное полотнище с отношением ширины к длине 2:3, воспроизводящее композицию герба Придорожного сельского поселения Каневского района в синем (голубом), зелёном и жёлтом цветах».
Геральдическое описание герба гласит: «В зелёном поле серебряная узкая левая перевязь, поверх которой посередине — золотой цветок подсолнечника, сопровождаемая по сторонам двумя малыми золотыми цветками подсолнечника».

## Обоснование символики
Флаг языком символов и аллегорий отражает исторические, культурные и экономические особенности сельского поселения.
Станица Придорожная — административный центр Придорожного сельского поселения, основана в 1885 году на целинных землях по дороге между станицами Каневской и Брюховецкой, аллегорически показанной на полотнище белой диагональной полосой.
Белый цвет (серебро) — символ мудрости, совершенства, чистоты, справедливости и дружбы.
Изображение подсолнечника характеризует современное экономическое развитие поселения, основанное на растениеводстве, одним из основных направлений которого и является выращивание подсолнечника. Подсолнечник — символ плодородия, единства, солнечного цвета и процветания, а также радости и полноты жизни, благополучия и спокойствия. Подсолнечник символизирует также богатую солнцем и дарами Кубанскую землю.
Зелёный цвет — символ плодородия, спокойствия, здоровья и надежды, вечного обновления, а также это цвет степных просторов, сельского хозяйства.
Изображение трёх подсолнечников аллегорически указывает на количество населённых пунктов в составе поселения. Центральный, больший подсолнечник аллегорически указывает на административный центр поселения станицу Придорожную, являющийся связующей для двух других населённых пунктов поселения — посёлка Партизанского и хутора Ракова.
Жёлтый цвет (золото) — символ урожая, достатка, достоинства и прочности.